# 青年社员城
青年社员城（羅馬化：Yunokommunarovsk），乌克兰当局称本亥（羅馬化：Bunhe）或本盖（烏克蘭語：Бунґе），法理上是乌克兰東部顿涅茨克州霍尔利夫卡区叶纳基耶韦市镇内的城市，事实上隶属于俄罗斯頓涅茨克人民共和國叶纳基耶韦市议会。始建於1908年，面積5.4平方公里，海拔高度213米，2022年人口数量为13,495人，人口密度每平方公里2,499人。

## 城市名称
2016年，乌克兰最高拉达按照去共化法律计划將“青年社员城”更名為“本亥”，但俄罗斯占領當局仍繼續使用原名稱。

## 人口
據2001年烏克蘭人口普查，該城人口17813。他們的母語為：
- 俄语 88.45%
- 乌克兰语 10.84%
- 白俄罗斯语 0.13%
- 亚美尼亚语 0,04%
- 羅馬尼亞語 0,02%
- 波兰语 0,02%
- 保加利亚语 0,01%
- 德语 0,01%
- 匈牙利语 0,01%